# Andreas Almgren
Andreas Almgren (ur. 12 czerwca 1995) – szwedzki lekkoatleta specjalizujący się w biegach średnio i długodystansowych.
W 2011 dotarł do półfinału podczas mistrzostw świata kadetów w Lille Metropole. Brązowy medalista juniorskich mistrzostw świata (2014). W 2015 był czwarty na halowych mistrzostwach Europy w Pradze.
Złoty medalista mistrzostw Szwecji oraz reprezentant kraju w meczach międzypaństwowych.

## Osiągnięcia
| Rok  | Impreza                                 | Miejsce   | Konkurencja        | Pozycja     | Wynik    |
| ---- | --------------------------------------- | --------- | ------------------ | ----------- | -------- |
| 2011 | Mistrzostwa świata juniorów młodszych   | Lille     | bieg na 800 m      | półfinał    | 1:52,26  |
| 2014 | Mistrzostwa świata juniorów             | Eugene    | bieg na 800 m      | 3. miejsce  | 1:45,65  |
| 2014 | Mistrzostwa Europy                      | Zurych    | bieg na 800 m      | półfinał    | 1:47,55  |
| 2015 | Halowe mistrzostwa Europy               | Praga     | bieg na 800 m      | 4. miejsce  | 1:47,78  |
| 2015 | Mistrzostwa świata                      | Pekin     | bieg na 800 m      | eliminacje  | 1:48,06  |
| 2017 | I liga drużynowych mistrzostw Europy    | Vaasa     | bieg na 1500 m     | 3. miejsce  | 4:00,38  |
| 2019 | Superliga drużynowych mistrzostw Europy | Bydgoszcz | bieg na 1500 m     | 4. miejsce  | 3:49,53  |
| 2019 | Superliga drużynowych mistrzostw Europy | Bydgoszcz | sztafeta 4 × 400 m | 10. miejsce | 3:12,13  |
| 2022 | Mistrzostwa Europy                      | Monachium | bieg na 5000 m     | 4. miejsce  | 13:26,48 |
| 2023 | I dywizja drużynowych mistrzostw Europy | Chorzów   | bieg na 5000 m     | 2. miejsce  | 13:25,70 |
| 2023 | Mistrzostwa świata                      | Budapeszt | bieg na 5000 m     | eliminacje  | 13:36,57 |
| 2024 | Mistrzostwa Europy                      | Rzym      | bieg na 10 000 m   | 4. miejsce  | 28:01,16 |
| 2024 | Igrzyska olimpijskie                    | Paryż     | bieg na 5000 m     | eliminacje  | DNS      |
| 2025 | Halowe mistrzostwa Europy               | Apeldoorn | bieg na 3000 m     | 4. miejsce  | 7:50,66  |

## Rekordy życiowe
- bieg na 800 metrów (stadion) – 1:45,59 (26 czerwca 2015, Sollentuna), były rekord Szwecji młodzieżowców
- bieg na 800 metrów (hala) – 1:46,56 (19 lutego 2015, Sztokholm)
- bieg na 1500 metrów – 3:32,00 (15 czerwca 2023, Oslo) były rekord Szwecji
- bieg na 3000 metrów – 7:34,28 (2 czerwca 2024, Sztokholm) rekord Szwecji
- bieg na 5000 metrów – 12:44,27 (15 czerwca 2025, Sztokholm) rekord Europy
- bieg na 10 000 metrów – 26:52,87 (16 marca 2024, San Juan Capistrano) rekord Szwecji
- bieg na 10 kilometrów – 26:53 (12 stycznia 2025, Walencja) rekord Europy, 10. wynik w historii światowej lekkoatletyki
- półmaraton – 59:23 (11 lutego 2024, Barcelona) rekord Szwecji